# آدم كيمبتون
آدم كيمبتون هو سياسي أسترالي، ولد في 20 أكتوبر 1957. انتخب عضو الجمعية التشريعية  في فيكتوريا ‏.